# Véra (prénom)
Pour les articles homonymes, voir Vera.

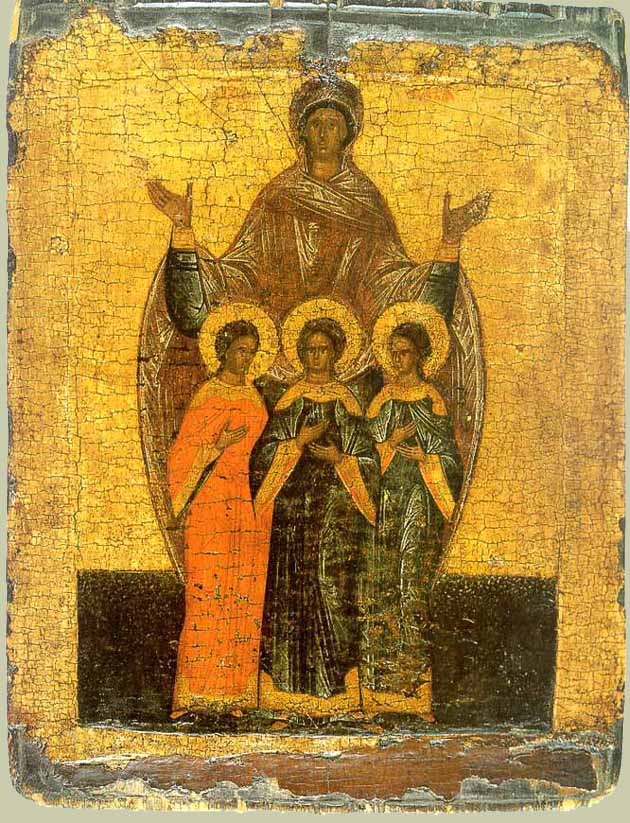
Sophie de Rome et ses trois filles, icône russe anonyme du XVIe siècle. Galerie Tretiakov, Moscou.

Véra, ou Vera, est un prénom d'origine slave mais également latine, qui veut dire « la foi » en langue slave et « vrai » en latin.

## Origine
Dans la religion chrétienne auraient été martyrisées, au IIe siècle, lors des persécutions entreprises sous l'empereur Hadrien, trois sœurs et leur mère, toutes saintes : Véra (qui signifie Foi en langue slave), Nadejda ou Nadège (Espérance), Lioubov (Charité), et leur mère, Sophie (Sagesse). Au moment de sa mort, sainte Véra était âgée de douze ans. Ces noms sont les formes russes des noms grecs Pistis (Vera ; en latin : Fides), Sophia (en russe : Sophia, diminutif Sonia ; en latin : Sapientia), Elpis (Nadège en français ou Nadejda en russe, diminutif Nadia ; en latin : Spes) et Agapè (Lioubov en russe, diminutif Liouba ; en latin : Caritas).

### En France
- Véra de Clermont[5], sainte et vierge honorée à Clermont-Ferrand, morte en 395. Fêtée le 11 septembre.

### En Allemagne, Autriche  et Suisse alémanique
- Vérène de Zurzach (en allemand : Verena von Zurzach)[6], sainte et martyre de la fin du IIIe siècle et du début du IVe siècle. Fêtée le 1er septembre.

### En Italie
- Le prénom Vera est le diminutif de « Verena », sainte italienne ; les femmes se prénommant Vera sont en grande partie siciliennes (du Sud de l'Italie, dans les régions les plus pratiquantes).

## Variantes du prénom
Les variantes sont les suivantes :
- Amériques : Lavera, Varena, Varina, Veira, Verdell, Verena, Verene, Vereena, Verina, Verine, Verla, Verlene
- Brésil : Vera, Verinha, Veranita
- Bulgarie : Vyara
- Croatie : Vjera, Vjerica, Vjerana[8]
- Estonie : Viire, Veera
- Finlande : Veera, Veerukka, Veeruska, Vepa
- Hollande : Veer, Veerke [réf. souhaitée]
- Italie : Vera
- Lettonie : Vaira
- Lituanie : Verute
- Pologne : Wiera, Wera, Wiara
- Portugal : Vera, Verinha
- République tchèque : Věra
- Russie : Vera, Viera, Verasha, Verochka, Veraschka, Veruschka
- Serbie : Vera, Verka
- Slovaquie : Věra, Viera, Vierka, Verinka

### En France
- Vérane (ou Véranne)[9] : ce prénom est la forme féminine de Véran[10] qui vient du latin verus (« vrai »).
- Vérania[9].
- Véranina[9].

## Date de la fête des Vera
La date varie selon les pays.
- Allemagne : 24 janvier[12]
- Autriche : 1er septembre
- Bulgarie : 17 septembre[13]
- Croatie : 23 janvier[14]
- Estonie : 4 août[15]
- États-Unis : 4 février
- Finlande : 4 août[16]
- Grèce : 17 septembre[17]
- Italie : 24 janvier[18]
- Lettonie : 17 septembre[19]
- Russie : 30 septembre[20]
- Slovaquie : 5 octobre[21]
- Suède: 8 décembre[22]
- Suisse : 1er septembre
- République tchèque : 8 octobre[23]

### En France
En France, il n'existe pas de jour de fête pour ce prénom dans le calendrier catholique français, le prénom étant trop rare. Autrefois, Vera de Rome et sa sœur, Charité, étaient célébrées le 1er août dans le Martyrologe catholique romain (le même jour que Nadège et Sophie), mais elles ont été retirées du calendrier liturgique catholique romain. L'on trouve parfois la date du 25 mai pour fêter les Vera ; or ce jour est la fête commune des saintes Nadège et Sophie, sainte Vera ayant été retirée du calendrier.

### En Russie
Le calendrier orthodoxe russe fête la sainte Véra le 30 septembre, le même jour que ses sœurs Nadège et Liouba (« Charité »).
Les autres Églises orthodoxes d'Orient fêtent les Véra le 18 septembre.

## Fréquence du prénom
Le prénom Vera a été très répandu en Russie depuis le Moyen Âge jusqu'au début du XXe siècle. Il a été adopté dans plusieurs autres pays, en particulier en Angleterre vers 1870 où il fut très à la mode jusqu'en 1920, ainsi qu'aux États-Unis. Il est également assez fréquent au Portugal et au Brésil.
En France, ce prénom n'a jamais été fréquent mais, depuis les années 1920, avec l'arrivée des Russes blancs, il a été attribué régulièrement chaque année. Les romans russes publiés en Europe dès la fin du XIXe siècle ont contribué à répandre la mode du prénom Vera. 
Le nom de Véra est aussi connu grâce au personnage de Véra Dinkley dans le dessin animé Scooby-Doo.

## Personnalités portant ce prénom
- Pour l'ensemble des articles sur les personnes portant ce prénom, consulter :
  - la liste des articles dont le titre commence par ce prénom
  - les listes produites par Wikidata : Liste des personnes de prénom « Vera » — même liste en incluant les éventuels prénoms composés qui contiennent « Vera ».

- Vera Aceva (1919-2006), communiste macédonienne
- Vera Baboun (1964-), première femme à être élue maire de Bethléem ;
- Vera Barclay (1893-1989), écrivain et créatrice anglaise du mouvement scout le louvetisme ;
- Véra Belmont (1932-), réalisatrice, scénariste et productrice française ;
- Vera de Bosset (en) (1889-1982), maîtresse puis seconde femme du compositeur Igor Stravinsky ;
- Vera Brejneva (1982-), chanteuse ukrainienne ;
- Vera Carmi (1914-1969), actrice italienne ;
- Vera Carrara (1980-), coureuse cycliste italienne ;
- Vera Clouzot (1913-1960), actrice française d'origine brésilienne ;
- Vera Constantinovna de Russie (1854-1942), princesse russe ;
- Vera Day (1935-), actrice anglaise[28];
- Vera Dénes (1915–1970), violoncelliste hongroise, membre du quatuor Tátrai et professeur ;
- Vera-Ellen (1921-1981), actrice et danseuse américaine ;
- Vera Farmiga (1973-), actrice américaine d'origine ukrainienne ;
- Vera Fischer (1961-), actrice brésilienne, ancienne Miss Brésil ;
- Véra Flory (1907-2006), actrice française ;
- Vera Frances (en) (1930-), actrice britannique ;
- Vera Francis (1925-2014), actrice américaine[29] ;
- Vera Gimenez (pt) (1948-), actrice brésilienne ;
- Vera Gedroitz (1870-1932), princesse lituanienne ;
- Vera Gheno (1975-), universitaire, essayiste et traductrice italienne ;
- Věra Hrabánková (1935-2024), muse et épouse de l'écrivain Milan Kundera[30] ;
- Vera Holme (1881-1969), actrice britannique et suffragette ;
- Vera Jordanova (1975-), mannequin finlandais ;
- Vera Kobalia (1981-), ministre géorgienne ;
- Vera Kolodzig (pt) (1985-), actrice portugaise ;
- Véra Korène (1901-1996), actrice française d'origine russe ;
- Vera Krasova (en) (1987-), reine de beauté russe ;
- Vera Lynn (1917-2020), chanteuse britannique ;
- Vera Marshe (en) (1905–1984), actrice américaine[31] ;
- Vera Menchik(1906-1944), joueuse d'échecs britannique d'origine tchèque ;
- Vera Miles (1929-), actrice américaine ;
- Vera Myller (1880-1970), mathématicienne russe puis roumaine ;
- Vera Moukhina (1889-1953), sculpteur russe[32],[33];
- Véra Nabokov(1902-1991), épouse, égérie et éditrice de l'écrivain Vladimir Nabokov ;
- Véra Norman (1924-), actrice française d'origine polonaise ;
- Vera Jayne Palmer (1933–1967), nom de baptême de Jayne Mansfield, actrice et sex-symbol américaine ;
- Vera Ievstafievna Popova (1867-1896), chimiste russe ;
- Vera Poutina (1926-2023), personnalité russe ;
- Vera Ralston (1919-2003), née Vera Helena Hruba, actrice américaine d'origine tchèque ;
- Véra de Reynaud, actrice française de télévision ;
- Vera Renczi (1903-1960), tueuse en série hongroise ;
- Vera Reynolds (1899-1962), actrice américaine ;
- Vera Rubin (1928-2016), astronome américaine d'origine bessarabienne ;
- Vera Santagata, modèle italienne et "Miss Cinéma Italia" 2005 ;
- Vera Santos (1981-), athlète portugaise ;
- Véra Sergine (1884-1946), nom choisi de Marguerite Aimée-Roche, épouse de Pierre Renoir ;
- Vera Sidika (en) (1989-), modèle et Miss "Big Booty" kenyane ;
- Vera Sessina (1986-), gymnaste russe ;
- Vera Vague (1906-1979), de son vrai nom Barbara Jo Allen, actrice américaine ;
- Véra Valois, actrice française[34] ;
- Véra Valmont (1934-), actrice française ;
- Vera Valli (it) (1926-2003), chanteuse italienne ;
- Vera Vassalle (it) (1920-1985), médaillée d'or militaire italienne;
- Vera Vergani (it) (1895-1989), actrice de théâtre italienne ;
- Vera Gottliebe Anna Von Lehndorff (1939-), aussi appelée Veruschka, top-modèle ;
- Vera Wang (1949-), styliste américaine née en Chine ;
- Vera West (1898-1947), créatrice américaine de costumes pour le cinéma ;
- Vera Dmitrievna Zaporozhskaia (1910-1985), exploratrice et archéologue russe ;
- Vera Zorina (1917-2003), actrice et danseuse américaine d'origine allemande.

### Personnages de fiction
- Véra Dinkley, le nom français de Velma Dinkley de la série animée Scooby-Doo.